# RDF/XML
RDF/XML es una sintaxis, definida por el W3C, para expresar (es decir, serializar) un grafo RDF como un documento XML. Según el W3C, "RDF/XML es la sintaxis normativa para escribir RDF".